# Geocerthia serrana
Geocerthia serrana е вид птица от семейство Furnariidae, единствен представител на род Geocerthia.

## Разпространение
Видът е разпространен в Перу.